# Acácio Pereira
Acácio Pereira (Bela Vista do Toldo, 5 de maio de 1926 – Curitiba, 29 de novembro de 2011) foi um político brasileiro.
Filho de Francisco Alves Pereira e de Victalina Müller Pereira.

## Carreira
Foi deputado à Assembleia Legislativa de Santa Catarina na 8ª legislatura (1975 — 1979), eleito pelo Movimento Democrático Brasileiro (MDB).